# Свято-Петропавлівська церква (Павлівка)
Свято-Петропавлівська церква побудована у 1865 р. в селі Павлівці, Волноваський район, Донецька область. Будівництво велося коштом українських переселенців-козаків та селян з Полтавської, Харківської та Чернігівської губерній, які у 30-40 роках ХІХ ст. заснували Павлівку.
Церква побудована кам'яною, названа іменами Петра і Павла. Церкві належало 33 десятини землі.
У 1930-х роках Петропавлівська церква, як і більшість інших в часи більшовицького режиму, була закрита. Церковна будова перебудована під спортивний зал, їдальню. 
У 1942 році Петропавлівська церква знову відкрилася. Ікони для церкви мешканці зносили з домівок.
У 1945 р. українські переселенці з Польщі привезли у с. Павлівка дзвін, кришталеву люстру, Євангеліє, ризи. Все це передали Петропавлівській церкві.
У 1961 році Петропавлівська церква була виключена з числа діючих і у 1962 році закрита, її будова знову переобладнана під спортзал.